# Groupement d'action et de réflexion anarchosyndicaliste
 (décembre 2023).
Si vous disposez d'ouvrages ou d'articles de référence ou si vous connaissez des sites web de qualité traitant du thème abordé ici, merci de compléter l'article en donnant les références utiles à sa vérifiabilité et en les liant à la section « Notes et références ».
Le GARAS pour Groupement d'action et de réflexion anarchosyndicaliste s'inscrit dans la mouvance anarcho-syndicaliste. Il considère que cette mouvance est un moyen approprié et cohérent pour expérimenter dès à présent les principes d'une société de type communiste libertaire à travers la lutte contre le capitalisme.

## Origine
Il est né en 2001 à l'initiative d'individus anarchosyndicalistes et de militants de la CNT-AIT ne voulant pas, ou plus, militer dans l'une ou l'autre des organisations se réclamant de l'anarchosyndicalisme en France (CNT-AIT et CNT-F dite "CNT-Vignoles"). On ne peut donc pas considérer le GARAS comme une scission de l'une de ces deux organisations.

## Le GARAS et l'anarchosyndicalisme
Malgré des dérives constatées ici ou là d'une part, le durcissement du rapport de forces conduisant à une pratique difficile d’un syndicalisme de lutte cohérent d'autre part, le GARAS considère que l’anarcho-syndicalisme reste d’actualité car ce mode d’organisation révolutionnaire réunirait de manière cohérente et rigoureuse la fin et les moyens. En effet, pour les militants de cette organisation, l’anarchosyndicalisme est le moyen qui leur paraît le plus pertinent dans le contexte actuel pour lutter contre le capitalisme (moyen) et pour parvenir - éventuellement un jour - au communisme libertaire (fin). 
- D’une part, le GARAS défend l’idée que les principes anarcho-syndicalistes permettent de lutter collectivement contre le capitalisme en agissant sur sa clef de voûte (l’exploitation par le travail).
- D’autre part, une organisation anarcho-syndicaliste permettrait, d’après le GARAS, un fonctionnement qui prépare déjà la réappropriation des savoir-faire et conditions de vie ; fonctionnement qui préfigurerait l’organisation collective d’une éventuelle société anti et post-capitaliste (communiste libertaire).

## Le GARAS et le fédéralisme
Le GARAS entreprend d'assoir sa réflexion et sa pratique sur les principes fédéralistes contre des fonctionnements en réseau.
À ce titre, il convient de préciser que le fonctionnement fédéraliste  a été historiquement retenu par le courant anarcho-syndicaliste pour deux raisons :
- D’une part, il permettrait de constituer, au sein même de la société capitaliste, une organisation vaste, non autoritaire, et capable, puisque les forces sont réunies et convergent vers un même but, de peser plus fort dans le rapport de forces ;
- D’autre part, un fonctionnement fédéraliste permettrait dès à présent d’apprendre à fonctionner, avec les mêmes règles qui devront régir la société anti et post-capitaliste (communiste libertaire).

C'est dans ce cadre que semble s'inscrire le GARAS.
Le site du GARAS n'est plus tenu à jour depuis février 2008, il n'est pas certain que cette organisation existe encore réellement.